# (541017) 2017 YX7
(541017) 2017 YX7 es un asteroide perteneciente al cinturón de asteroides descubierto el 22 de febrero de 2010 por Wide-field Infrared Survey Explorer desde el telescopio espacial Wide-Field Infrared Survey Explorer (WISE), Estados Unidos.

## Designación y nombre
Designado provisionalmente como 2017 YX7.

## Características orbitales
2017 YX7 está situado a una distancia media del Sol de 3,063 ua, pudiendo alejarse hasta 3,555 ua y acercarse hasta 2,572 ua. Su excentricidad es 0,160 y la inclinación orbital 28,19 grados. Emplea 1958,91 días en completar una órbita alrededor del Sol.

## Características físicas
La magnitud absoluta de 2017 YX7 es 15,8. 